# مایکل سیبل
مایکل سیبل (به انگلیسی: Michael Seibel، زاده ۷ اکتبر ۱۹۸۲) مدیرعامل وای کامبینیتر و یکی از بنیان‌گذاران دو استارتاپ توییچ/جاستین.تی‌وی و سوشال کم است. سیبل اولین بار در سال ۲۰۱۳ به وای کامبینیتر پیوست و به صدها استارتاپ مشاوره داد و از آن زمان در ترویج فرهنگ همه پذیری در میان بنیان‌گذاران استارت‌آپ‌ها فعال بوده‌است.

## زندگی‌نامه
سیبل در بروکلین به دنیا آمده و نیویورک شهر مورد علاقه‌اش هست. او در دوران پیشا نوجوانی (قبل از نوجوانی) به برانزویک شرقی، نیوجرسی نقل مکان کرد و در سال ۲۰۰۰ از دبیرستان ایست برانزویک، فارغ‌التحصیل شد. سیبل در دانشگاه ییل، در رشته علوم سیاسی به تحصیل پرداخت و با جاستین کان دوست شد. او در سال ۲۰۰۵ از دانشگاه ییل فارغ‌التحصیل شد. سیبل بعد از فارغ‌التحصیلی، مدیر مالی کویسی مفوم برای انتخابات مجلس سنای ایالات متحده در سال ۲۰۰۶ شد که در این دوره مفوم شکست خورد. سیبل سپس به سیلیکون‌ولی نقل مکان کرد تا یکی از بنیان‌گذاران جاستین. تی‌وی و بعدها مدیرعامل آن (از سال ۲۰۰۷ تا ۲۰۱۱) شود. او سپس مدیرعامل سوشال کم شد که یک برنامه اشتراک‌گذاری ویدیو بود که در ماه مارس ۲۰۱۱ راه‌اندازی شد و در سال ۲۰۱۲ به قیمت ۶۰ میلیون دلار (تنها ۱۸ ماه پس از راه‌اندازی) به اتودسک فروخته شد. مایکل سیبل در ژانویه ۲۰۱۳ شریک پاره‌وقت شرکت وای کامبینیتر شد و در اکتبر ۲۰۱۴ به‌عنوان اولین شریک آمریکایی آفریقایی‌تبار این شرکت به وای کامبینیتر پیوست. در سال ۲۰۱۴ جاستین. تی‌وی به Twitch Interactive تغییر نام داد و در همان سال به قیمت ۹۷۰ میلیون دلار به آمازون فروخته شد.
برخی از شرکت‌ها و برندهایی که مایکل سیبل در آن‌ها سرمایه‌گذاری کرده‌است شامل کروز ال‌ال‌سی (که به قیمت ۱ میلیارد دلار به جنرال موتورز فروخته شد)، برند Walker and Company، رستوران Locol و شرکت‌ها و برندهای Luxe ,Bluesmart ,Scentbird ,Lugg Jopwell ,Triplebyte و Bellabeat می‌باشند.
سیبل در سال ۲۰۱۶ کمبود استارتاپ‌هایی که مناسب والدین دارای فرزندان خردسال باشند را مطرح کرد. او از پلتفرم Clever و شرکت فناوری Panorama که بر بهبود آموزش تمرکز دارند و هر دو محصولات وای کامبینیتر هستند، به‌عنوان نمونه‌های موفق و امیدوارکننده یاد کرد. سیبل در سال ۲۰۱۶ مدیرعامل بخش مرکزی و اصلی وای کامبینیتر شد، جایی که او به اجرای طرح وای کامبینیتر کمک می‌کند. هدف این طرح این است که شرایطی فراهم کند تا دیگر نیازی به کمک هزینه تحصیلی نباشد و یک موک (دوره آزاد انبوه برخط) راه‌اندازی کند که به‌عنوان نسخه سبک‌وزن وای کامبینیتر، قابل استفاده برای همه افراد باشد.
مایکل سیبل قبل از اینکه به وای کامبینیتر بپیوندد، منتور اصلی بنیانگذاران ایربی‌ان‌بی بود و به وای کامبینیتر پیشنهاد داد که در شرکت آن‌ها سرمایه‌گذاری کند.
در ۱۰ ژوئن ۲۰۲۰ اعلام شد که سیبل به‌عنوان یکی از اعضای هیئت مدیره ردیت انتخاب شده‌است و جایگزین آلکسیس اوهانیان می‌شود که در ۵ ژوئن ۲۰۲۰ در واکنش به قتل جورج فلوید از سمت خود استعفا داد. اوهانیان در متن استعفای خود از هیئت مدیره ردیت خواسته بود که صندلی خالی او را به یک سیاه‌پوست بدهند. بعداً ردیت، سیبل را «اولین عضو سیاه‌پوست هیئت مدیره شرکت» نامید.
در ۱۵ دسامبر ۲۰۲۰، اعلام شد که سیبل به‌عنوان عضو هیئت مدیره دراپ‌باکس انتخاب شده‌است.